# Daniele Di Nucci
Daniele Di Nucci (* 22. Mai 1981) ist ein ehemaliger italienischer Straßenradrennfahrer.
Daniele Di Nucci gewann 2003 die Eintagesrennen Firenze-Empoli und Coppa Città di Asti sowie eine Etappe beim Giro delle Regioni. Ende der Saison fuhr er für die italienische Mannschaft Domina Vacanze-Elitron als Stagiaire, bekam dort aber keinen Profivertrag. In der Saison 2005 war Di Nucci bei den Eintagesrennen Caduti di Soprazocco, Firenze-Empoli und Gran Premio Inda erfolgreich. Ab 2006 fuhr er für das Continental Team C.B. Immobiliare-Universal Caffè. In seinem ersten Jahr dort gewann er eine Etappe bei der Tour of Japan. 2009 fuhr Di Nucci für die Mannschaft Centri della Calzatura.

## Erfolge
2003
- eine Etappe Giro delle Regioni
- Coppa Città di Asti

2005
- Gran Premio Inda

2006
- eine Etappe Tour of Japan

## Teams
- 2003 Domina Vacanze-Elitron (Stagiaire)

- 2006 C.B. Immobiliare-Universal Caffè
- 2007 Universal Caffè-Ecopetrol

- 2009 Centri della Calzatura